# Kirchhamer Bach
Der Kirchhamer Bach, auch Kirchhamerbach geschrieben, ist ein kleiner Bach im Grenzgebiet Flachgau zu Hausruckviertel an der Landesgrenze Salzburg und Oberösterreich.

## Lauf und Landschaft
Der Bach entspringt 2½ Kilometer nordöstlich von Straßwalchen am Krenwald, einem dem Hausruck-und-Kobernaußerwald-Zug vorgelagerten Höhenzug. Das Quellgebiet liegt direkt an der Landesgrenze bei Igelsberg, Utzweih (beide Gemeinde Lengau, Oberösterreich) und Baierham (Gemeinde Straßwalchen, Land Salzburg), amtlich auf Lengauer Gebiet wenige Meter ab der Grenzlinie. Hier befindet sich das Erdenwerk Kranzinger (Spezialerdenerzeugung).
Der Bach rinnt dann über Straßwalchener Gebiet ostwärts in einem Tälchen zwischen Krenwald nördlich und dem Riedel von Watzlberg südlich, auf dem die B 1 verläuft. Er fließt durch Bambach, wo er wieder nach Oberösterreich in das Gebiet Pöndorf wechselt, und dann südlich unterhalb von Forstern, Bergham und Kirchham vorbei.
Direkt südlich von Kirchham, bei Sonnleiten an der B 1 vereinen sich Kirchhamerbach und der Weinbach, der von rechts (südlich) von der Passlandschaft Hochfeld zwischen Straßwalchen und Vöcklatal kommt. Ab hier ist der Name unklar. Sie nehmen noch den Eisbach auf, passieren das Dorf Schwaigern nördlich und nach weiteren 2 Kilometern münden sie in die Vöckla, kurz nach der Stelle, wo sich deren Oberlauf aus dem Mondseer Gebiet von Süden kommend nach Osten wendet (Abzweig der L1281 Vöcklatalstraße von der B 1), knapp 1½ km westlich von Vöcklamarkt zwischen Auleiten und Schwertfern schon im Vöcklamarkter Gemeindegebiet.
Der Bach bildet die Südgrenze des Kobernaußerwalds zur Mattigtal–Vöcklataler Pfortenlandschaft, landschaftlich wird er dem Vöckla-Ager-Hügelland zugerechnet.

## Geschichte und Benennung
Der Name des letzten Abschnittes – ob Kirchhamerbach oder Weinbach – ist in den hydrographischen Quellen unklar.
Der Kirchhamerbach ist von der Vöcklamündung bis in sein Quellgebiet mit 11,712 Kilometer ausstationiert, die systematischen Gewässerkennzahlen geben ihn aber als Nebengewässer des Weinbachs.
Zur heutigen Benennung des Unterlaufs lässt sich vermuten, dass wegen der historischen Bedeutung des Kirchdorfs Kirchham hier der Kirchhamerbach ortsüblich wichtiger war. Anderseits war hier bis 1779 österreichisch-baierisches Grenzgebiet,
und ist bis heute salzburgisch-oberösterreichisches, was Unklarheiten bei der Namengebung möglich macht.
Der oberste Talabschnitt, zwischen Krenwald und Watzlberg, könnte das schon um 748 genannte Nezzeltal sein, heute liegt dort der Ort Nößlthal
Der Franziszäische Kataster um 1830 gibt bei der heutigen L 1281-Abzweigung Angerbach und verzeichnet die kleinen Oberläufe ab dort gar nicht mehr.
Souvent 1857 stellt dann den Namen Angerbach zum Eisbach.
Die Ortslage Weinbach am Zusammenfluss – wie üblich nach dem einmündenden Bach benannt – ist aber jungen Datums.